# BBC Board of Governors
Das BBC Board of Governors war ein Gremium der britischen Rundfunkanstalt BBC und existierte von 1927 bis 31. Dezember 2006. Es überwachte die Anstalt und repräsentierte die Interessen der Allgemeinheit, im Speziellen die der Hörer und Zuschauer. Das Gremium bestand aus zwölf Mitgliedern. Es war vergleichbar mit den Rundfunkräten der öffentlich-rechtlichen Rundfunkanstalten in Deutschland. Es wurde am 1. Januar 2007 durch den BBC Trust ersetzt, zur weiteren Entwicklung siehe dort.

## Organisation
Das Gremium hatte die Aufgabe, die Ziele der BBC festzulegen und deren Einhaltung zu kontrollieren. Des Weiteren wurden eventuell aufgetretenen Beschwerden nachgegangen. Über die Lage der Anstalt legte es jährlich in einem Bericht gegenüber dem britischen Parlament und der britischen Öffentlichkeit Rechenschaft ab. Ein direkter Einfluss auf das Programm bestand nicht. Der Generaldirektor und weitere leitende Positionen der BBC wurden jedoch durch das Gremium bestimmt.
Die Mitglieder wurden durch das Oberhaupt der britischen Monarchie (zuletzt Königin Elisabeth II.) ernannt. Allerdings empfahlen die Minister der britischen Regierung die Kandidaten. Die Mitglieder des Gremiums wurden dabei von verschiedenen Kreisen der britischen Gesellschaft vorgeschlagen, wobei vier jeweils für eine der Regionen England, Nordirland, Schottland und Wales verantwortlich sind. Die Amtszeit dauerte vier Jahre (vormals fünf Jahre).
Die Bestimmung zukünftiger Mitglieder durch die Regierung fand auch Kritiker. Eine besonders große Einflussnahme wurde der Regierung unter Premierministerin Margaret Thatcher vorgeworfen. Premierminister Tony Blair ernannte Michael Grade auf Empfehlung eines unabhängigen Auswahlkomitees.
Im März 2005 wurde durch das britische Ministerium für Kultur, Medien und Sport ein Reformpapier veröffentlicht. Unter anderem wird darin vorgeschlagen, das BBC Board of Governors durch ein BBC Trust zu ersetzen. Diese Änderung wurde im Januar 2007 vollzogen.

## Mitglieder
Die Mitglieder des Boards (mit Stand vom 31. Dezember 2006) waren zuletzt:
- Anthony Salz (Vorsitzender)
- Professor Ranjit Sondhi (für die Regionen Englands)
- Professor Fabian Monds (für die Regionen Nordirlands)
- Professor Merfyn Jones (für die Regionen von Wales)
- Jeremy Peat (für die Regionen Schottlands)
- Deborah Bull
- Dermot Gleeson
- Angela Sarkis
- Richard Tait, am 1. August 2004 für eine vierjährige Periode ernannt.

## Vorsitzende
- 1922: Joseph Albert Pease, 1. Baron Gainford (Vorsitzender des BBC-Vorläufers British Broadcasting Company)
- 1927: George Herbert Hyde Villiers, 6. Earl of Clarendon (erster Vorsitzender der BBC)
- 1930: John Henry Whitley
- 1935: William Clive Bridgeman, 1. Viscount Bridgeman
- 1935: Ronald Collet Norman
- 1940: Sir Allan Powell
- 1947: Philip Albert Inman, 1. Baron Inman
- 1947: Ernest Darwin Simon, 1. Baron Simon of Wythenshawe
- 1952: Sir Alexander Cadogan
- 1957: Sir Arthur fforde
- 1964: Sir James Duff
- 1964: Norman Craven Brook, 1. Baron Normanbrook
- 1967: Charles Hill, Baron Hill of Luton
- 1973: Sir Michael Swann
- 1980: George Howard, Lord Howard of Henderskelfe
- 1983: Stuart Young
- 1986: Marmaduke Hussey, Baron Hussey of North Bradley
- 1996: Sir Christopher Bland
- Oktober 2001 – 28. Januar 2004: Gavyn Davies
- 28. Januar 2004 – 17. Mai 2004: Richard Ryder, Baron Ryder of Wensum (geschäftsführend)
- 17. Mai 2004 – 28. November 2006: Michael Grade
- 28. November – 31. Dezember 2006: Anthony Salz (geschäftsführend)